# Das rätselhafte Inserat
Das rätselhafte Inserat ist ein Kriminalfilm von 1916 aus der Filmreihe Joe Deebs.

## Handlung
Ein Großindustrieller vererbt seinem Sohn lediglich einen Brief. Diesen soll er erst zwei Jahre später öffnen, wenn ein bestimmtes Inserat in der Zeitung erscheint. Als dies geschieht, findet der Sohn heraus, dass sein Vater ihm ein beträchtliches Vermögen hinterlassen hat. Um ihn davor zu schützen, von einem bestimmten Mädchen ausgenommen zu werden, hatte er dies aber seinem Sohn verschwiegen. Leider hat sich eine Verbrecherbande des Geldes bemächtigt. Joe Deebs übernimmt den Auftrag, dem Erben zu seinem Anspruch zu verhelfen, was ihm auch gelingt.

## Hintergrund
Der Film hat eine Länge von vier Akten. Produziert wurde er von May-Film GmbH (Berlin). Die Zensur durchlief Das rätselhafte Inserat im Oktober 1916. Die Polizei Berlin belegte den Film mit einem Jugendverbot (Nr. 39936), die Polizei München erlaubte keine Ankündigung als Detektivfilm (Nr. 22950, 22851, 22852, 22853). Die Uraufführung fand am 22. Dezember 1916 oder am 29. Dezember 1916 im Tauentzienpalast in Berlin statt.